# Diète de Grodno
Pour un article plus général, voir République des Deux Nations.

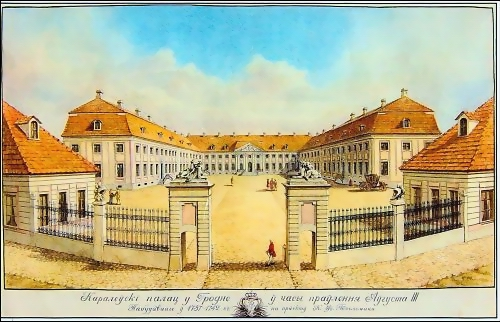
Le où s'est tenue la Diète de Grodno.

La Diète (en polonais : Sejm) de Grodno (en polonais : Sejm grodzieński, en lituanien : Gardino seimas), qui a siégé du 17 juin au 23 novembre 1793 à Grodno, dans le grand-duché de Lituanie (aujourd'hui Hrodna, en Biélorussie), est la dernière Diète de la république des Deux Nations, réunie sous la contrainte dans le but de ratifier le traité du deuxième partage de la Pologne conclu en janvier par la Russie et par la Prusse.

## Contexte: de la constitution de 1791 au deuxième partage de la Pologne

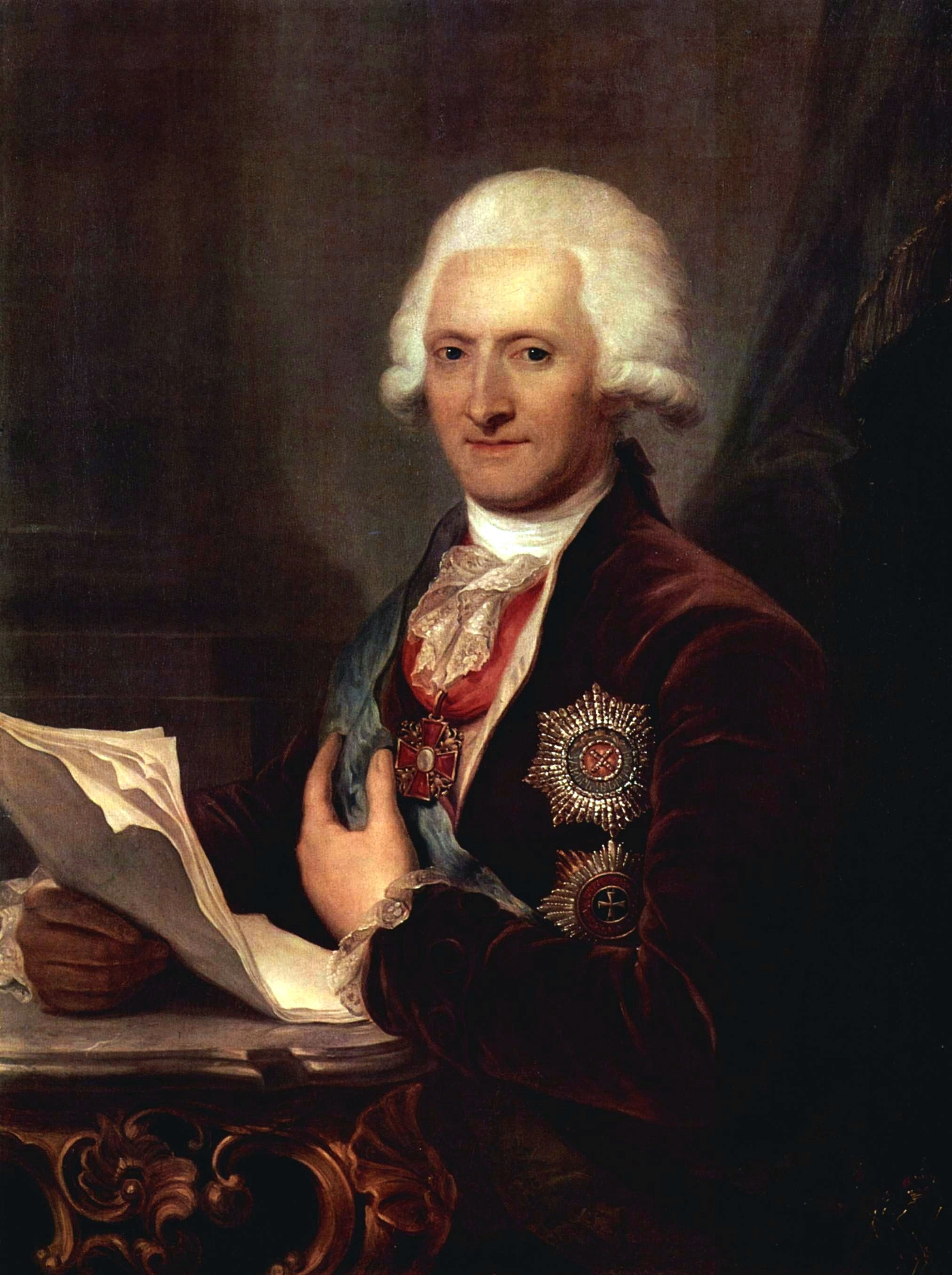
Jacob Sievers, ambassadeur de Russie en Pologne

Le mouvement de réformes de l'époque de la Grande Diète (1788-1792) culmine avec la promulgation de la constitution de 1791, mais provoque une réaction hostile de la part des puissances qui avaient fait le premier partage de la Pologne en 1772. À l'appel d'un groupe d'opposants réunis dans la confédération de Targowica, la Russie, débarrassée en janvier 1792 de la guerre avec la Turquie commencée en 1787, entre en guerre contre la Pologne.
Cette guerre russo-polonaise de 1792 se termine par le ralliement du roi Stanislas II Auguste à la confédération de Targowica et par une victoire de la Russie de Catherine II.
En janvier 1793, la Russie et la Prusse concluent un nouveau traité de partage de la Pologne, qu'elles vont s'efforcer de doter d'un minimum de légitimité en obtenant un vote favorable de la Diète polonaise. La Diète (Sejm), normalement convoquée tous les deux ans, réunit le roi, une chambre haute, le Sénat (Senat), une chambre basse et la Chambre des députés (Izba Poselska), élus par la noblesse dans les diétines (sejmiki) de voïvodie.

## La mise en place de la Diète de 1793
Varsovie étant jugée trop dangereuse (cela se vérifiera en avril 1794 avec l'insurrection de Varsovie (en)), les vainqueurs russes et leurs alliés de la confédération de Targowica décident de réunir la Diète à Grodno pour confirmer leurs exigences.
Alors que bon nombre de députés leur sont déjà acquis, notamment Stanisław Kostka Bieliński (pl), le maréchal (président) de la Diète, les Russes tentent de soudoyer les autres pour faire élire leurs favoris dans les Diétines (en), n'hésitant pas à envoyer l'armée ou à employer la corruption, afin de contourner l'opposition des députés polonais et lituaniens : des parlements locaux refusant par exemple d'élire un nombre de représentants suffisant pour participer à une Diète nationale.

## Le déroulement de la session

### Une Diète sous contrôle militaire
La Diète est finalement convoquée le 17 juin au Nouveau château de Grodno (en), où est stationnée une garnison russe commandée par l'ambassadeur de Russie en Pologne (en), Jacob Sievers, afin d'inciter les députés à l'obéissance.
Les dissidents étant menacés de coups, d'arrestation, d'internement et d'exil, la majorité des sénateurs choisissent de ne pas assister aux débats. Seuls sont présents les évêques Józef Kossakowski (pl), Ignacy Massalski, Wojciech Skarszewski (pl), les voïvodes Michał Radziwiłł, les castellans Konstanty Plater (pl), Józef Oborski (pl), Piotr Ożarowski, Antoni Suchodolski, Mikołaj Ledóchowski et Antoni Lasocki (pl).

### Le vote du traité d'alliance entre la Russie et la Pologne
La question principale à l'ordre du jour est le projet d'« alliance éternelle entre la Pologne et la Russie », envoyé par Catherine II et présenté comme la « demande du peuple polonais, par les partisans polonais de la Russie ». Les députés ne sont pas autorisés à prendre la parole, mais sur les 140 présents, 25 réussissent tout de même à protester contre les revendications territoriales de la Prusse.
Le 2 juillet, les troupes russes encerclent la ville et plusieurs députés (Józef Służewski, Dionizy Mikorski (pl), Józef Młodzianowski (pl), Antoni Karski, Tadeusz Skarżyński, Kazimierz Wyganowski (pl) et Franciszek Kunicki (pl)) sont arrêtés. Le 16 juillet, l'ambassadeur Jacob Sievers prévient qu'en cas d'échec des négociations, les troupes russes procéderaient à la séquestration des biens des membres récalcitrants.
Le 14 octobre 1793, le traité d'« alliance éternelle » est soumis au vote. Le débat dure près de quatre heures. Les troupes russes présentes empêchent qui que ce soit de quitter la salle. Le maréchal de la Diète doit demander par trois fois s'il y a un accord. Aucun député ne prend la parole, à l'exception de Józef Ankwicz (pl), partisan notoire de la Russie, qui déclare que le silence vaut acceptation,,. Le traité est donc adopté « par acclamation ».
La Pologne officiellement alliée à la Russie, devient en fait un protectorat russe. La Russie a désormais le droit d'avoir des bases en Pologne et dispose de la libre circulation des troupes à travers le territoire polonais. La Pologne ne peut signer d'alliance sans l'approbation de la Russie et ne peut envoyer de missions diplomatiques à l'étranger qu'accompagnées de diplomates russes.

### Autres décisions entérinées par la Diète

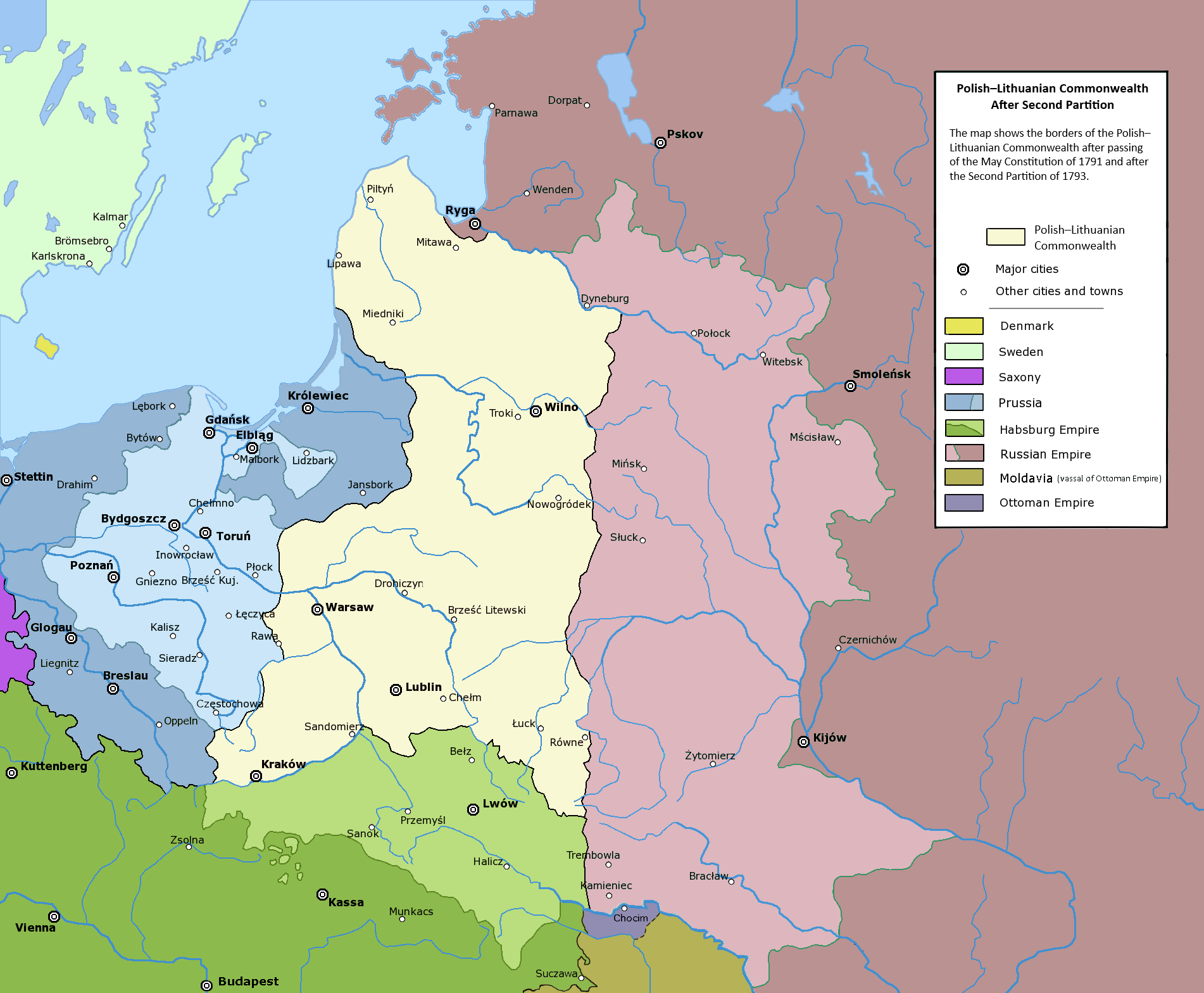
La deuxième partition de la Pologne

La Diète adopte les actes suivants, outre le traité d'alliance éternelle :   
1. modifications territoriales : l'Empire russe et la Prusse reçoivent de vastes territoires[4] ; en raison des pertes territoriales importantes, la Diète ajuste la division administrative du pays et crée 18 nouvelles voïvodies : Brasław, Brześć, Chełm, Ciechanów, Grodzień, Cracovie, Lublin, Mazovie, Mereck, Nowogródek, Podlachie, Sandomierz, Trakai, Varsovie, Wieluń, Włodzimiersz, Wołyńs et żmudzkie[11].
2. la Constitution polonaise du 3 mai 1791 est abolie[12], à l'exception de certains articles accordant des droits à la bourgeoisie.
3. certaines lois cardinales (en) (élections libres, Liberum veto) sont restaurées. Le Conseil permanent, est également rétabli, mais sous la présidence de l'ambassadeur de Russie[1],[4],[13].
4. l'armée polonaise est limitée à 15 000 hommes.
5. la principale décoration polonaise, la croix Virtuti Militari, récemment créée et remise lors de la guerre russo-polonaise de 1792, est abolie.

L'Empire russe garantit cette nouvelle constitution et des sanctions pour sa violation.
La Diète prend fin le 23 novembre.

## Conséquences
Les membres de la confédération de Targowica, qui avaient fait appel à la Russie pour abolir la constitution du 3 mai, mais ne s'attendaient pas à une nouvelle partition, perdent beaucoup de prestige, ainsi que le roi Stanislas II qui les a rejoints à la fin de la guerre de 1792, ; au contraire, les réformateurs de 1791 voient leur popularité augmenter,.
En mars 1794 commence l'insurrection de Kościuszko, dont la défaite en novembre de la même année sera suivie par le troisième partage de la Pologne, qui mettra fin à l'existence de la république des Deux Nations.